# (325366) Asturias
(325366) Asturias est un astéroïde de la ceinture principale.

## Description
(325366) Asturias est un astéroïde de la ceinture principale. Il fut découvert le 24 août 2008 à La Cañada par Juan Lacruz. Il présente une orbite caractérisée par un demi-grand axe de 3,07 UA, une excentricité de 0,16 et une inclinaison de 13,9° par rapport à l'écliptique.

## Compléments